# Adam Blackwood
Pour les articles homonymes, voir Blackwood.
Adam Blackwood (1539–1613) est un écrivain écossais et apologiste de Marie Stuart, reine d'Écosse.
Né à Dunfermline en Écosse, en 1539, il meurt à Poitiers en France, le 16 avril 1613.

## Biographie
Il étudie en France sous Adrien Turnèbe et Jean Daurat et devient professeur de philosophie à Paris. Par recommandation de Marie Stuart dont il avait négocié le mariage avec le Dauphin, il obtient la charge de conseiller au présidial de Poitiers.
Il y épouse, le 31 mai 1576, Marie Courtinier, fille de Nicolas, receveur général en Poitou, dont il aura quatre garçons et sept filles. L'une de ses filles, Hélène, épousera en premières noces George Crichton, dit Critton, jurisconsulte et helléniste d'origine écossaise, professeur au Collège royal de France. Veuve en 1611, elle épousera en 1622 le philosophe sceptique François de La Mothe Le Vayer, dont elle aura en 1627 un fils, également prénommé François. Une autre fille, Catherine, épousera Guillaume Le Bel, seigneur de Bussy, dont elle aura un fils, Paul, et une fille, Honorée, qui sera une amie de Molière dans les années 1660 et à laquelle Tallemant des Réaux consacrera une «historiette» (Historiettes, édition Antoine Adam, Paris, Gallimard, Bibliothèque de la Pléiade, t. 1, 1960, p.  316-320).